# Прийдель, Айвар
Айвар Прийдель (эст. Aivar Priidel; 12 мая 1977, Таллин) — эстонский футболист, центральный полузащитник, тренер. Выступал за национальную сборную Эстонии.

## Биография

### Клубная карьера
Воспитанник футбольной секции «ЛСМК/Пантрид» (Таллин). В высшем дивизионе Эстонии дебютировал в сезоне 1995/96 в составе таллинской «Флоры», сыграв 5 матчей, команда в том сезоне стала серебряным призёром чемпионата. Позднее выступал за клубы, входившие в систему «Флоры» — команды из посёлка Лелле, а также «Тулевик» и «Курессааре», в том числе в высшей лиге.
В сезоне 1998/99 провёл 4 матча в чемпионате Молдавии в составе кишинёвского «Агро».
После возвращения в Эстонию играл в основном за клубы низших дивизионов — резервные составы таллинской «Левадии», «МК Таллин», «Ээсти Коондис»/«Ретро» и другие. В 2003 году играл за вторую команду «Левадии» в высшей лиге.
Всего в высшем дивизионе Эстонии сыграл 71 матч и забил 6 голов.
В конце 2000-х и начале 2010-х годов также выступал в мини-футболе и пляжном футболе в командах «Бетоон», «Аугур» и др. В составе «Бетоона» играл в Лиге чемпионов по мини-футболу.
Одновременно с выступлениями в клубах низших дивизионов, работал детским тренером в системе «Левадии», также возглавлял клуб по пляжному футболу «Пирита Реликвия». С 2016 года тренирует третий состав «Левадии». Имеет тренерскую лицензию «А».

### Карьера в сборной
Выступал за юношеские и молодёжную сборные Эстонии. Участник первого после распада СССР матча сборной страны до 16 лет — 5 июня 1992 года против Финляндии и первого матча сборной до 19 лет — 5 октября 1993 года против Исландии.
В мае 1995 года был включён в экспериментальный состав национальной сборной Эстонии для участия в Кубке Балтии. На турнире принял участие в обоих матчах — против Латвии и Литвы. Эти две игры остались для него единственными в составе сборной.
Также выступал за сборную Эстонии по пляжному футболу.